# Хар-Дов
Хар-Дов (ивр. הר דב‎; также Сион (не путать с горой Цийон (Сион)), или гора Бетарим) — отрог горы Хермон с западной стороны. Достигает высоты 1529 метров над уровнем моря. Арабское название Джебель-Рус («гора голов»), а на иврите названа в честь капитана Дова Родберга, павшего в бою с террористами на горе в августе 1970 года. Гора возвышается над большой территорией в северной Галилеи, Голанских высот и южного Ливана.

## Описание
После вывода ЦАХАЛа из южного Ливана в 2000 году до международной границы является яблоком раздора между Ливаном, который претендует на район Хавот-Шаба, и Израилем, который удерживал его с тех пор, как он захватил Голанские высоты у Сирии в 1967 году; Закон о Голанских высотах 1981 года применил к ним суверенитет Израиля.
На местности нет пограничного заграждения между Израилем и Ливаном, а основная часть границы помечена желтыми или голубыми значками на камнях или бочках. На горе Хар-Дов нет израильских населенных пунктов, но размещены несколько позиций ЦАХАЛа — от Хермона до Галилейского выступа. Силы израильской армии регулярно патрулируют этот район, и устраивают засады на террористов.
Гора покрыта карстовыми породами различной формы. Между горой Дов и горой Хермон протекает ручей Нахаль-Сийон.

## Гора Бетарим
На южном склоне, южнее ручья Сийон, находится место, священное и для евреев, и для мусульман: согласно традиции, именно здесь праотец Авраам (Ибрагим) беседовал с Богом и получил во владение землю Ханаанскую, от «реки Египетской до Евфрата» (Быт. 15:18; описывается в недельной главе Лех леха).
В наше время там находится домик арабской постройки и множество следов более древних строений и захоронений еврейского типа. Место это упоминается в нескольких древних источниках.